# Bart Jansen (voetballer)
Bart Jansen (Emmeloord, 15 november 1968) is een Nederlands voormalig voetballer. Jansen speelde als aanvaller onder meer voor Willem II, N.E.C. en EVV Eindhoven.